# Paramount Global

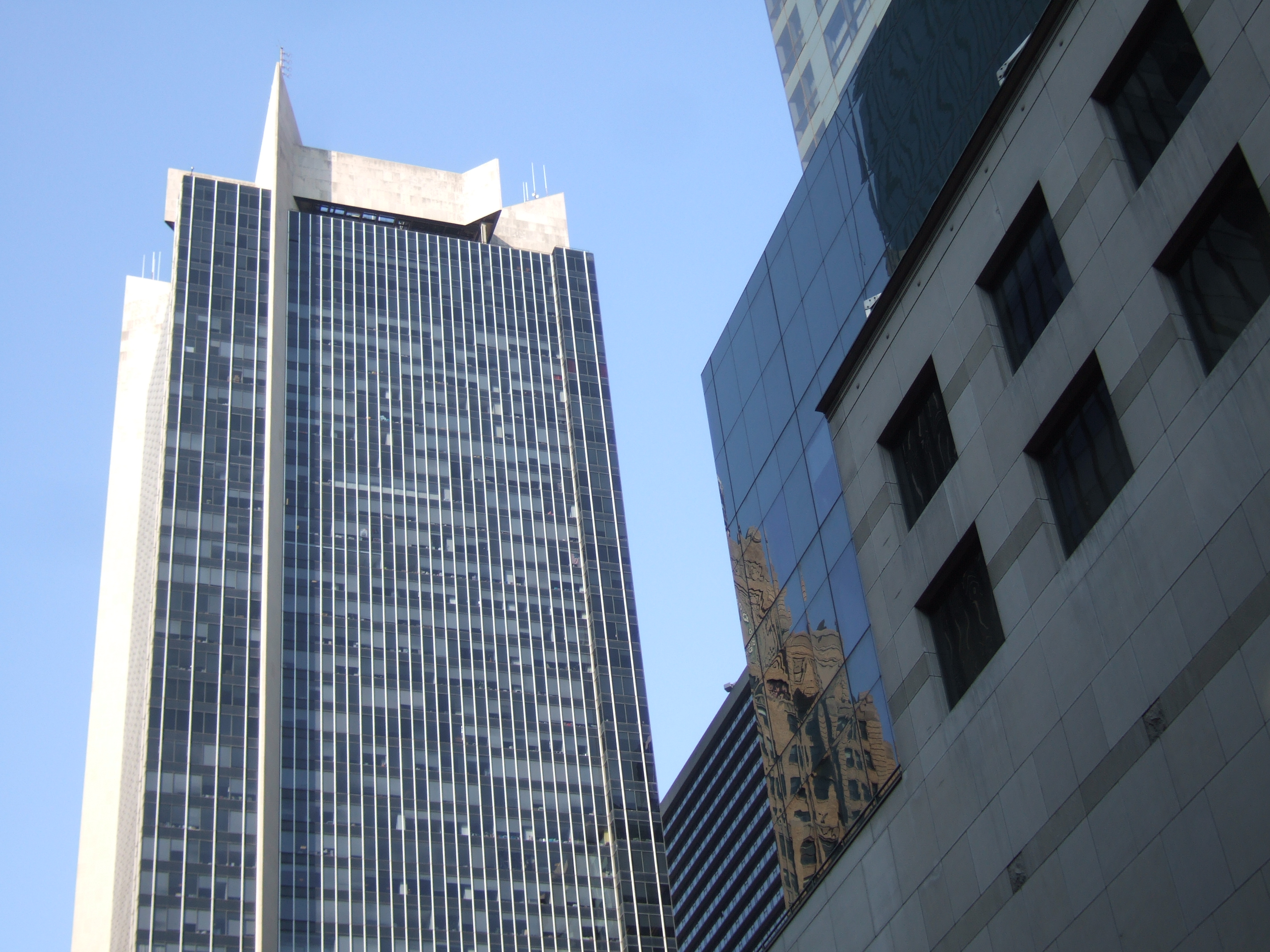
Siedziba Paramount w budynku One Astor Plaza w Nowym Jorku

Paramount Global (dawniej ViacomCBS, Viacom) – amerykańska grupa mediowa, posiadająca sieci telewizji satelitarnych i kablowych oraz studia produkcji i dystrybucji filmowej. W latach 1952–2019 istniała jako Viacom, a w latach 2019–2022 jako ViacomCBS.

## Historia
Przedsiębiorstwo rozpoczęło działalność jako CBS Films, telewizyjna część koncernu CBS. W 1971 roku część ta została nazwana Viacom (Video & Audio Communications). W 1973 roku uzyskała niezależność (w konsekwencji ustawy zakazującej sieciom telewizyjnym posiadania koncernów mediowych, która to ustawa została następnie odwołana). W 1985 roku oba przedsiębiorstwa znowu zostały połączone.
31 grudnia 2005 roku przedstawiciele Viacomu ogłosili ostateczny rozpad koncernu na dwie spółki. Istniejące Viacom zostało nazwane CBS Corporation – zawierała część o powolnym wzroście ekonomicznym (CBS, UPN, CBS Radio, Simon & Schuster, Paramount Parks, Viacom Outdoor, Showtime, oraz większość produkcji telewizyjnej). Utworzono także nową spółkę o nazwie Viacom, zawierającą MTV Networks, BET Networks, Paramount Pictures (studio filmowe oraz część zajmującą się kinem domowym) oraz United International Pictures (50%).
4 grudnia 2019 Viacom połączyło się z CBS Corporation tworząc spółkę ViacomCBS. 15 lutego 2022 ViacomCBS zmieniło nazwę na Paramount Global.

## Struktura organizacyjna

### Studia
- Paramount Pictures Corporation
  - Paramount Pictures
  - Paramount Vantage
  - Insurge Pictures
  - Paramount Animation
  - Paramount Pictures International
- MTV Motion Pictures Group
  - MTV Films
  - Nickelodeon Movies
- Paramount Home Entertainment
  - Paramount Famous Productions

Inne jednostki
- Epix (razem z Lions Gate Entertainment oraz Metro-Goldwyn-Mayer)
- Republic Pictures
- United International Pictures (50% udziałów[1][potrzebny przypis])
- Rainbow S.r.l. (30% udziałów[2])
- Paramount+
- SkyShowtime (50% udziałów[3])

### Telewizja
- MTV
- MTV Live HD
- MTV Music 24
- VH1
- VH1 Europe
- MTV Dance
- MTV Hits
- MTV Rocks
- NickMusic
- Nickelodeon
- Nickelodeon HD
- Nick Jr.
- TeenNick
- Comedy Central
- Comedy Central Family
- CBS Reality
- CBS Europa
- Film Cafe
- Polsat Comedy Central Extra – wspólnie z Telewizją Polsat
- Viacom Blink!
- Paramount Channel
- BET Networks
- Logo
- The Music Factory
- CMT
- Spike
- VIVA
- CBS

### Viacom Music Group
- Comedy Central Records
- Nick Records

### Strony internetowe
Zagraniczne
- Atom Entertainment, który składa się z AddictingGames, Atom Uploads, Shockwave.com
- BET.com
- GameTrailers.com
- GoCityKids.com
- MTV.com
- Nick.com
- Neopets.com
- Quizilla.com
- Xfire.com
- Pluto.tv

Polskie
- mtv.pl
- comedycentral.pl
- viva-tv.pl
- nick.com.pl

### Pozostałe aktywa
- Paramount Media Networks – międzynarodowe rozszerzenie marek Viacom Media Networks
- Viacom 18 (Indie)
- Viacom Entertainment Store – sieć sklepów towarowych
- Bellator Fighting Championships – jest 2. co do wielkości mieszanych sztuk walki (MMA) w USA i największym turniejem MMA na świecie
- MovieTickets.com – sprzedaż biletów online
- URGE – były sklep muzyczny URGE, cyfrowy serwis internetowy prowadzony przez MTV Networks
- Channel 5 (Wielka Brytania)
- Telefe (Argentyna)
- Chilevisión (Chile)